# عبدالمالک ریگی
عبدالمجید ریگی (۱۳۶۱ – ۳۰ خرداد ۱۳۸۹) مشهور به عبدالمالک ریگی؛ رهبر پیشین گروه جندالله بود که علیه نظام جمهوری اسلامی ایران فعالیت مسلحانه می‌کرد. گروه وی از سوی جمهوری اسلامی ایران، دولت پاکستان و ایالات متحده آمریکا به عنوان «یک گروه تروریستی» شناخته شده و متهم به «قاچاق مواد مخدر، آدم‌ربایی و ترور شمار زیادی از مردم عادی و نظامیان ایرانی به ویژه اعضای سپاه پاسداران» بود. ریگی در اسفند ۱۳۸۸ توسط وزارت اطلاعات ایران دستگیر شد و پس از آن گروه جندالله، محمدظاهر بلوچ را به عنوان جانشین وی معرفی کرد.
پس از انتشار اعترافات ریگی توسط جمهوری اسلامی ایران و ادعای حمایت آمریکا از وی، وزارت دفاع آمریکا ادعای حمایت از گروهک جندالله و حضور ریگی در مرکز ارتش آمریکا را رد کرد. همچنین سخنگوی جندالله ادعا کرد که اعترافات عبدالمالک ریگی با تهدید به تجاوز جنسی صورت گرفته است. طبق اعلام خبرگزاری ایرنا وی که به محاربه و فساد فی الارض محکوم شده بود، در بامداد ۳۰ خرداد ۱۳۸۹ با طناب دار اعدام شد.

## زندگی و خانواده
عبدالمالک ریگی در سال ۱۳۶۲ در طایفه ریگی، در زاهدان متولد شد. بنا بر ادعای ایرنا، ریگی مدرسه نرفته است و تنها چند سال در یکی از حوزه‌های علمیهٔ سنی‌مذهب به تحصیل مشغول بوده که از آن‌جا نیز اخراج شده است. ریگی از ۱۹ سالگی اسلحه به دست گرفت و هدف اصلی خود را دفاع از حقوق قوم بلوچ و اهل‌سنت در سیستان و بلوچستان اعلام کرد.
گفته می‌شود ریگی پیش از آغاز فعالیت‌هایش برای جلب حمایت علمای اهل سنت منطقه نزد آن‌ها رفت اما آن‌ها برای حرف‌های او اهمیتی قائل نشدند. ریگی بیان کرده بود که مدتی بعد از شروع فعالیت گروهش در نزدیکی تهران اشتباهاً بازداشت شده اما چون شناسایی نشده، رهایش کرده‌اند. بنابر گفته یکی از گروگان‌هایی که اسیر جندالله بوده است، ریگی هرگز یک شب بیشتر در مکانی اقامت نمی‌کرد و حتی با دستکش با دیگران دست می‌داد.

### خانواده
او یکی از برادران خود را در یک برخورد مسلحانه در منطقهٔ سراوان از دست داد. کوچک‌ترین برادر وی به نام عبدالغفور نیز در یک عملیات انتحاری در قرارگاه نیروهای انتظامی در سراوان کشته شد. برادر بزرگ‌ترش عبدالحمید ریگی نیز در ۳ خرداد ۱۳۸۹ در زاهدان اعدام شد. سه برادر دیگر وی عبدالرئوف، عبدالستار و عبدالغنی هستند.
پدر و مادر ریگی اغلب همراه گروه جندالله در کوهستان‌های بلوچستان تردد می‌کردند. پدر ریگی‌ها دو روز بعد از اعلام خبر نادرست اعدام عبدالحمید ریگی در خرداد ۱۳۸۸، به دلیل سکته قلبی از دنیا رفت.

## شایعه مرگ
کیهان در ۱۸ فروردین ۱۳۸۴ از کشته شدن «عبدالمالک ریگی» طی یک اقدام غافلگیرانه خبر داد. ویدئویی که وی را زنده نشان می‌داد، ۲۲ فروردین پخش شد. روابط عمومی وزارت کشور جمهوری اسلامی ایران در ۱۶ فروردین ۱۳۸۵، این خبر را تکذیب کرد.

## دستگیری
بامداد سه شنبه، ۴ اسفند ۱۳۸۸، رادیو دولتی ایران به نقل از روابط عمومی وزارت اطلاعات جمهوری اسلامی گزارش کرد که مأموران این وزارتخانه عبدالمالک ریگی را بازداشت کرده‌اند. طبق ادعای منابع داخلی ایران، به دنبال دستگیری عبدالمالک مردم سیستان و بلوچستان با حضور در میدان‌های شهر ضمن پخش شیرینی به جشن و شادمانی پرداختند. براساس گزارش وزارت اطلاعات ایران عبدالمجید ریگی با نام مستعار عبدالمالک برای ملاقات و دیدار با ریچارد هالبروک، نمایندهٔ ویژهٔ اوباما در امور افغانستان، که در قرقیزستان به سر می‌برد، از افغانستان به دبی رفته و از دبی راهی بیشکک بوده است.

### نحوهٔ دستگیری و ابهامات
مصطفی محمدنجار، وزیر کشور ایران خبر از دستگیری او در خارج از کشور و انتقال او به ایران را داد. همچنین حیدر مصلحی، وزیر اطلاعات اعلام نمود که ریگی توسط مأموران وزارت اطلاعات در خارج از کشور مدیریت شده و در داخل کشور دستگیر شده است.
بر اساس برخی گزارش‌ها، ریگی با نام جعلی و گذرنامهٔ افغانی در یک فروند هواپیمای بوئینگ ۷۳۷ خطوط هواپیمایی قرقیزستان در مسیر دوبی به بیشکک در حال پرواز بوده است، که در آسمان ایران سه فروند جنگندهٔ فانتوم اف۴ نهاجا که از پایگاه هوایی بندرعباس برخاسته بودند، هواپیما را مجبور به فرود در فرودگاه بندرعباس کردند. گفته شد پدافند هوایی برای ترساندن هواپیما چند بار اقدام به شلیک هوایی کرد. بلافاصله پس از فرود هواپیما، نیروهای امنیتی ایران مستقیماً به سمت صندلی ریگی و همراهش رفته و آن‌ها را دستگیر کردند، و هواپیمای قرقیزی، پس از سه ساعت توقف و دریافت سوخت رایگان، ایران را ترک کرد.
وزارت امور خارجهٔ امارات، با انتشار بیانیه‌ای در ۷ اسفند ۱۳۸۸ میلادی، اعلام کرد که ریگی دو ساعت در فرودگاه دبی و بدون استفاده از نام واقعی‌اش حضور داشته است و وارد خاک دبی نشده بوده است. این بیانیه می‌افزاید: «طبق مدارک موجود در فرودگاه بین‌المللی دبی، روادیدی به اسم عبدالمالک ریگی وجود ندارد، بلکه این شخص از کابل وارد فرودگاه دبی شده و پس از دو ساعت انتظار در سالن ترانزیت فرودگاه به طرف قرقیزستان پرواز کرده است». معاون شرکت هواپیمایی ملی قرقیزستان در مصاحبه‌ای با رادیو اروپای آزاد ادعاهای مقامات ایرانی را تأیید کرد و گفت که ایرانی‌ها هواپیمای قرقیزی را مجبور به فرود در فرودگاه بندرعباس کرده، پس از دستگیری دو مسافر و توقف ۳–۴ ساعته اجازهٔ پرواز را به آن دادند. خبرگزاری بی‌بی‌سی در خبری ادعا کرد که وزارت امورخارجه قرقیزستان، تعقیب و متوقف کردن هواپیمای این کشور را در ایران تأیید کرده اما این که کسی از مسافران این هواپیما دستگیر و از هواپیما خارج شده باشد را تکذیب کرده است. اما رادیو فردا در خبری به نقل از یکی از مقامات شرکت هواپیمایی ملی قرقیزستان این خبر که دو مسافر از هواپیمای به اجبار نشانده شده، پیاده شدند را تأیید کرد. پس از این رخداد دفتر مطبوعاتی وزارت امور خارجه قرقیزستان مدعی شد مدت شریمکلف، سفیر قرقیزستان در تهران در دیدار با محمدرضا شیبانی، معاون وزیر خارجه ایران نسبت به اقدام طرف ایرانی که هواپیمای مسافربری قرقیزی را وادار به فرود کرده بود، اعتراض کرده و ایران نیز نسبت به این فرود اجباری ابراز عذرخواهی کرده است.
حیدر مصلحی در توضیحات دستگیری ریگی اظهار داشت که این عملیات بدون کمک سرویس‌های اطلاعاتی خارجی بوده است. درحالی‌که شبکه الجزیره به نقل از خبرنگارش در اسلام‌آباد اعلام نمود که ریگی هفته قبل از اعلام بازداشت در ایران؛ توسط مقامات پاکستانی بازداشت و تحویل مقامات ایرانی شده‌بود. همچنین محمد عباسی سفیر پاکستان در تهران گفت که دستگیری ریگی بدون همکاری پاکستان نمی‌توانست انجام شود. در ۱۹ بهمن، دو هفته پیش از دستگیری ریگی، در دیدار رئیس مجلس ملی پاکستان با وزیر خارجه ایران اعلام شد که پاکستان چندین عضو جندالله را دستگیر و به ایران تحویل داده است و مقامات امنیتی پاکستان در تلاش جدی برای دستگیری دیگر اعضای این گروه‌اند. مقامات پاکستانی معتقدند ایران با استفاده از اعترافات این اعضا توانسته مکان ریگی در افغانستان را پیدا کند و وی را تا دوبی تعقیب کند. ریگی تنها ۳۰ ساعت قبل از دستگیری افغانستان را به قصد دوبی ترک کرده بود تا به قرقیزستان سفر کند که این موضوع می‌تواند به معنای جستجوی مقری جدید و بیان‌گر احساس ناامنی وی در افغانستان باشد. استفان دودوانیو از پژوهش‌گران آشنا با گروه جندالله نیز قطع حمایت پاکستان از این گروه را تأیید می‌کند. به‌گفتهٔ او «واضح است که اگر در طول این هشت سال، ریگی و حامیان‌اش می‌توانستند از مزایای ورود به قلمرو پاکستان - گاهی اوقات به همراه خانواده‌های خود - بهره ببرند، پس از چند حمله پیاپی نباید چنین مزایایی لغو شود، مگر این‌که سرویس امنیتی پاکستان دیگر احساس کرده باشد که حمایت از این گروه منفعتی عاید کشورشان نخواهد کرد». وبگاه دیپلماسی ایرانی نیز از کمک پاکستان و آمریکا برای دستگیری ریگی خبر داده و آن را «نوعی همکاری میان دستگاه‌های اطلاعاتی ایران و پاکستان در سایه حمایت آمریکا» توصیف می‌کند.

### واکنش‌ها به دستگیری

#### واکنش‌های داخلی
- گروه جندالله در واکنش به این رخداد، آمریکا، بریتانیا و سازمان‌های اطلاعاتی منطقه را به همکاری با جمهوری اسلامی برای دستگیری رهبر خود متهم کرد و هشدار داد که حکومت ایران باید منتظر حملاتی باشد که هرگز به فکر و خیالش هم نبوده است.[۳۶]
- در حوزهٔ فرهنگی، مؤسسهٔ سینمایی سوره و وزارت فرهنگ و ارشاد اسلامی، فردای دستگیری عبدالمالک ریگی توافق کردند که ساخت یک فیلم سینمایی از این ماجرا را از سال ۱۳۸۹ آغاز کنند و در سال ۱۳۹۷ فیلمی با همین موضوع به نام شبی که ماه کامل شد به کارگردانی نرگس آبیار ساخته شد.[۳۷]
- محمود احمدی‌نژاد فردای روز دستگیری ریگی، در طی سخنرانی در جمع مردم بیرجند اظهار داشت: «مدعیان غربی اگر می‌خواهند تروریست بگیرند، مبارزه با تروریسم را از ایران یاد بگیرند. ایران تروریست‌ها را با برنامه‌ریزی دقیق، قاطع و کمک الهی و بدون این‌که قطره خونی به زمین بریزد دستگیر می‌کند.»[۳۸]
- ناصر مکارم شیرازی در واکنش به دستگیری ریگی گفت: «این جنایتکار عمر کوتاهی کرد و عاقبت او هم معلوم است، امیدواریم نیروهای مختلف کشور ما به هوش بوده و بتوانند جلوی شرارت‌های دیگر را بگیرند زیرا در سایه امنیت است که می‌توانند کارهای مختلف را انجام دهند.»[۳۹]
- در پی این اقدام، ۲۰۸ نمایندهٔ مجلس شورای اسلامی از نیروهای اطلاعاتی و نظامی که در دستگیری ریگی دست داشتند، تشکر کردند.[۴۰]

#### واکنش‌های خارجی
- دولت بریتانیا از دستگیری عبدالمالک ریگی، استقبال کرد و آن را «ضربه‌ای به تروریسم» دانست.[۳۶]
- پس از اعدام ریگی (در تهران)، در شهر کراچی پاکستان، تظاهراتی در اعتراض به محکومیت و اجرای حکم اعدام عبدالمالک ریگی، رهبر پیشین گروه جندالله، برگزار شد و تظاهرکنندگان ضمن حمایت از دیدگاه‌های وی، علیه حکومت ایران شعار دادند رهبر جبهه ملی بلوچ، جندالله را یک سازمان ملی‌گرای حامی حقوق اقلیت بلوچ در ایران توصیف کرد که حکومت ایران به دروغ آن را به تجزیه‌طلبی متهم می‌کند. رهبر جبهه بلوچ گفت که حکومت ایران به سرکوب وسیع مردم بلوچستان دست زده و مقامات قضایی ایران را متهم کرد که تنها طی دو سال گذشته، دست کم هفتصد نفر را اعدام کرده‌اند. به گفته وی، تعدادی از رهبران دینی، فعالان سیاسی و روشنفکران بلوچ در میان اعدام شدگان بوده‌اند.[۴۱]

### اعترافات

#### اعترافات پس از دستگیری
بنابر اعتراف‌های عبدالمالک ریگی در ابتدای دستگیری، آمریکا به او و گروهش قول همکاری و حمایت داده‌بود و سیا با آنان رابطه داشت.
پس از این گفته‌ها، محمدرضا نقدی (فرماندهٔ سازمان بسیج مستضعفین) اعترافات ریگی را اثر «اسلام ناب محمدی» دانست و گفت: «اگر اوباما هم به ایران بیاید، تحت تأثیر این اسلام به خطاهای خود اعتراف می‌کند.»

#### اعترافات بعدی
عبدالمالک در اعترافاتی که ایراد کرد، از ارتباط خود با مقامات ناتو در افغانستان، عناصر اسرائیلی و آمریکایی و پیشنهاد آن‌ها برای کمک‌های مالی و فراهم کردن فهرست افرادی که باید در تهران ترور شوند، سخن رانده است. در فیلمی که از اعترافات او منتشر شده، او ادعا می‌کند که سرویس اطلاعاتی آمریکا برای ضربه زدن به ایران وعدهٔ کمک‌های وسیع اطلاعاتی، تضمین امنیت اعضای گروه و در اختیار گذاشتن پایگاه نظامی در افغانستان را به او داده و او برای مذاکرات نهایی با یک مقام عالی‌رتبه راهی پایگاهی در بیشکک بوده است.
ریگی بعد از دستگیری پیام ویدئویی برای شورای مرکزی جندالله فرستاد. این پیام ویدئویی با ویدئوی‌های اعترافات پخش شده از تلویزیون جمهوری اسلامی ناهمتا بود. وی در این ویدئو از کشته شدگان جندالله به عنوان «شهید» یاد کرد و از کشته شدگان دولتی به عنوان «رفتگان». و همچنین خواهان پرهیز جندالله از هرگونه انتقام‌جویی شد، اما جندالله تهدید به انتقام‌گیری شدید کرد.

#### ارسال سی‌دی اعترافات
محمود احمدی‌نژاد، رئیس‌جمهور وقت ایران، در ۲۶ مهر ۱۳۹۰، در مصاحبهٔ زنده با شبکهٔ تلویزیونیِ الجزیره انگلیسی از ارسال سی‌دی اعترافات ریگی به اوباما و دبیرکل سازمان ملل خبر داد. وی گفت: «اگر جریانات تروریستی دنیا ریشه‌یابی شوند، مشخص خواهد شد که همهٔ آن‌ها به بدنهٔ دولت آمریکا متصل هستند.»

## محکومیت و اعدام
عبدالمالک ریگی پس از آنکه در یکی از شعبه‌های دادگاه انقلاب اسلامی تهران به ریاست قاضی توحیدی به اعدام از طریق آویختن از چوبهٔ دار به اتهام ۱۵ فقره آدم‌ربایی مسلحانه، قتل عمدی ده‌ها نظامی و غیرنظامی، بمب‌گذاری، سرقت مسلحانه و موارد متعدد دیگری محکوم شد؛ سرانجام سحرگاه روز یکشنبه ۳۰ خرداد ۱۳۸۹ در زندان اوین اعدام شد. علی‌رغم ادعای رئیس کل دادگستری سیستان و بلوچستان و دادستان زاهدان مبنی بر محاکمهٔ علنی ریگی در زاهدان، محاکمهٔ ریگی غیرعلنی برگزار شد و وی در تهران به دار آویخته شد.

## عقاید
با وجود آن که گروه تحت رهبری ریگی در انجام عملیات‌های مسلحانه همانند القاعده و نیز ابومصعب الزرقاوی در عراق عمل می‌کرد و از سوی برخی به ارتباط با القاعده متهم بود، او هرگونه ارتباط با القاعده و طالبان را انکار می‌کرد. او پیش از دستگیری در مصاحبه با شبکه العربیه، ضمن رد ادعای حمایت آمریکا و دیگر کشورها از او و گروهش، این ادعا را تبلیغ حکومت جمهوری اسلامی علیه جندالله خواند. ریگی دلیل اصلی فعالیت‌های مسلحانه گروهش را تبعیض قومی و مذهبی جمهوری اسلامی بر علیه قوم بلوچ و اهل سنت می‌دانست و همچنین دربارهٔ اختلاف با شیعیان اظهار کرده بود که «جنگ ما با شیعه نیست بلکه ما دشمن حاکمیت هستیم. اختلافات فروعی شیعه و سنی هیچ ارتباطی با فعالیت سیاسی و نظامی ما ندارد.»
ریگی پس از پیامدهای انتخابات ریاست‌جمهوری دهم ایران در بیانیه‌ای ضمن حمایت از معترضان و محکومیت آنچه «ستم‌ها و خشونت‌های رفته بر مردم ایران» می‌دانست، تأکید کرد که اتفاقات عاشورای ۱۳۸۸ باعث شده که مردم ایران به عدم موفقیت اعتراضات مسالمت‌آمیز در مقابل رژیم ایران پی ببرند. او در این بیانیه گروه جندالله را «جنبش مقاومت مردمی ایران» خوانده و بیان کرده بود که این گروه آماده است تا معترضان را در زمینه‌های جنگ چریکی شهری و عملیات‌های مسلحانه و انفجاری آموزش دهد.

## در رسانه‌ها

### سینما
فیلم سینمایی شبی که ماه کامل شد به کارگردانی نرگس آبیار، بخشی از زندگی واقعی عبدالحمید را به تصویر کشیده است.
همچنین فیلم سینمایی روز صفر به کارگردانی سعید ملکان که در جشنواره فیلم فجر ۱۳۹۸ حضور یافت، بخشی از زندگی واقعی ریگی و عملیات دستگیری او را به تصویر کشیده است.

### مستند الجزیره
در روز یکشنبه ۲۳ تیر ۱۳۹۸، شبکهٔ خبری الجزیرهٔ قطر با پخش مستندی با عنوان «آتش‌افروزان»، تصاویر محرمانه‌ای از هشام عزیزی (معروف به هشام بلوچی و ابوحفص بلوچی)، رهبر پیشین گروه انصار الفرقان پیش از کشته شدنش را منتشر کرد. این مستند نشان می‌دهد که دولت بحرین از هشام عزیزی خواسته تا با عبدالمالک ریگی ارتباط برقرار کند و از فرودگاه نظامی چابهار و مراکز سپاه پاسداران تصویربرداری کند. در این مستند همچنین صحبت‌هایی از هشام بلوچی منتشر شد که نشان می‌دهد دولت بحرین از گروه جندالله برای انجام مأموریت‌های جاسوسی و انجام عملیات امنیتی در داخل خاک ایران حمایت کرده است.

### شبکه صدای آمریکا
بر اساس گزارش خبرگزاری فارس، بخش فارسی صدای آمریکا در فروردین ۱۳۸۶ با ریگی گفت‌وگویی انجام داد که پخش این مصاحبه، انتقادات شدید سخنگوی وقت وزارت خارجهٔ ایران و همچنین گروه‌های مختلف ایرانی-آمریکایی را در پی داشت.